# Skopsko polje
Skopsko polje (još i Skopska kotlina), udolina u Sjevernoj Makedoniji, površine 1924 km².
Sa sjevera zatvara ga Skopska Crna gora, sa zapada Šar-planina, Žeden i Suva gora, a s juga Vodno i Jakupica. Na sjeveroistoku otvoreno je prema Kumanovskoj kotlini, a na jugoistotku prema Ovčem polju. Poljem teku rijeke Vardar, te pritoke Treska, Lepenac i Pčinja. Plodno je poljoprivredno područje, a njime prolazi vardarsko-moravski prometni koridor. Umjerene je kontinentalne klime s utjecajem sredozemne na rubovima, najniže točke na 225 metara. Najgušće je naseljeni dio Sjeverne Makedonije.